# Пат і Мат

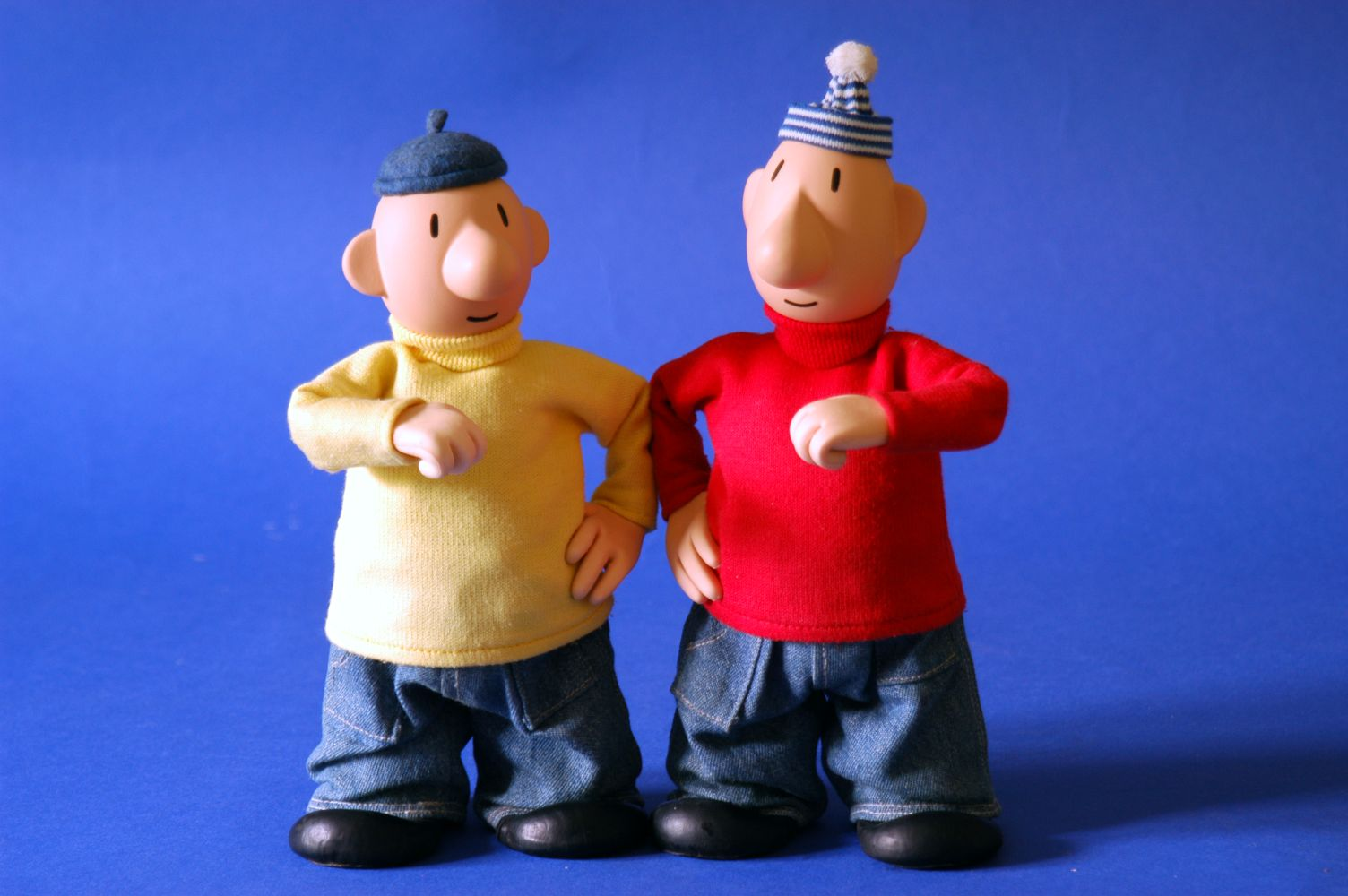
Головні герої серіалу — Пат (справа) і Мат (зліва)

Пат і Мат (чеськ. Pat a Mat) — чехословацький і чеський дитячий телевізійний мультсеріал, який розповідає про двох друзів і сусідів Пата і Мата. Створений режисером Любоміром Бенешом і художником-карикатуристом Владіміром Їранеком. Маючи 130 серій, це один із чеських вечірніх серіалів з найбільшою кількістю епізодів.

## Сюжет
Серіал не має діалогів. Головні герої — двоє стереотипних чехословаків, які живуть по сусідству. Ці горе-винахідники ремонтують старі механічні прилади, намагаються створити нові, але щоразу все йде перевертом — незграбні і нетямущі дії двійці призводять до ще гірших наслідків, аніж було спочатку. Всі серії мультсеріалу короткі й обмежуються одним сюжетом.